# Alvania
Alvania är ett släkte av snäckor som beskrevs av Risso 1826. Alvania ingår i familjen Rissoidae.

## Bildgalleri

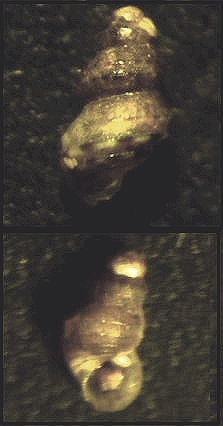
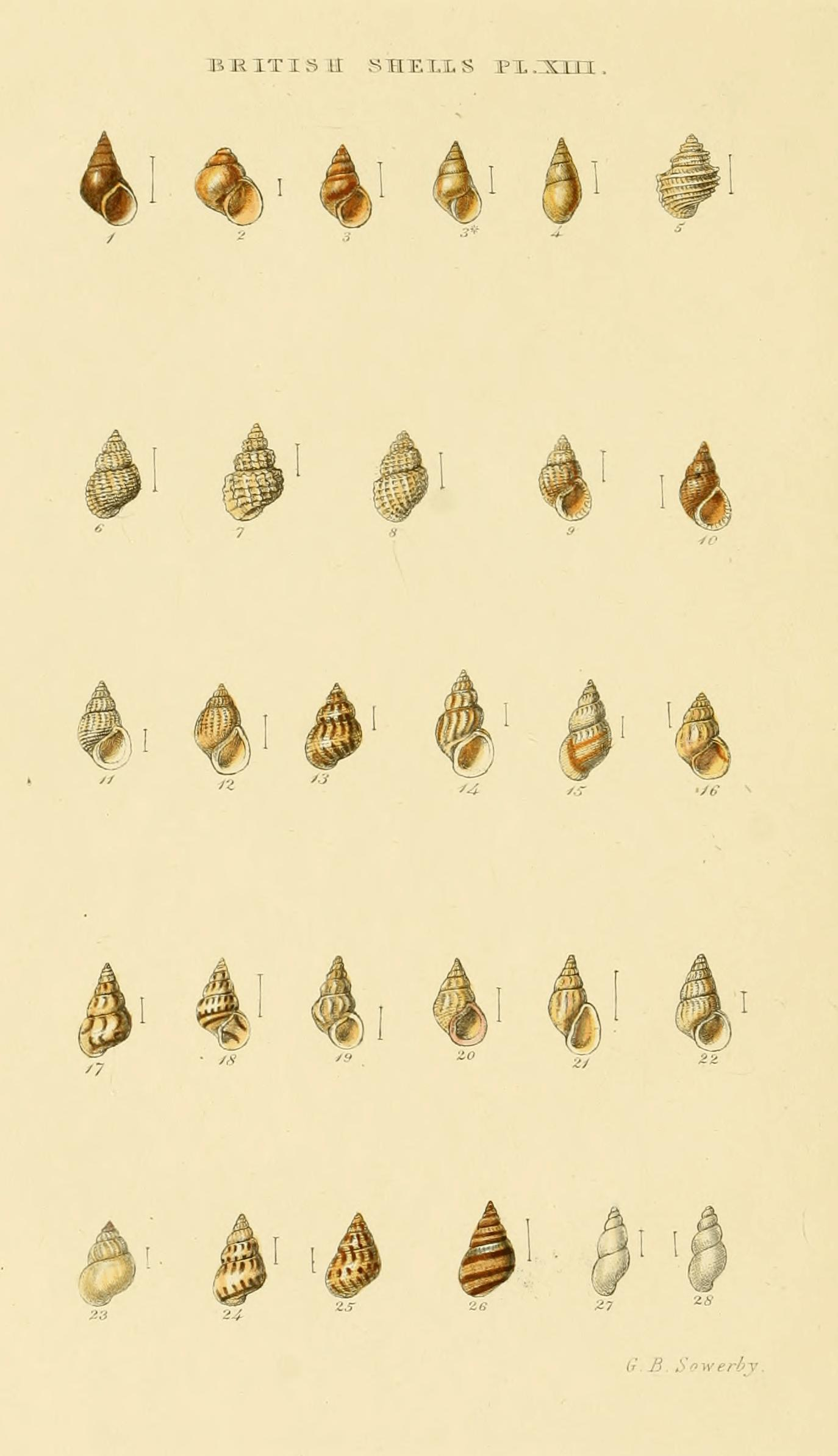
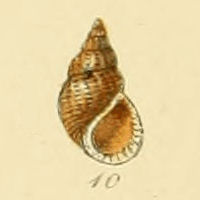
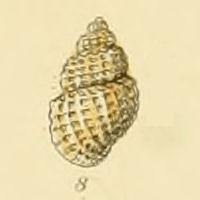
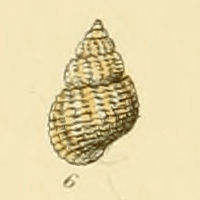
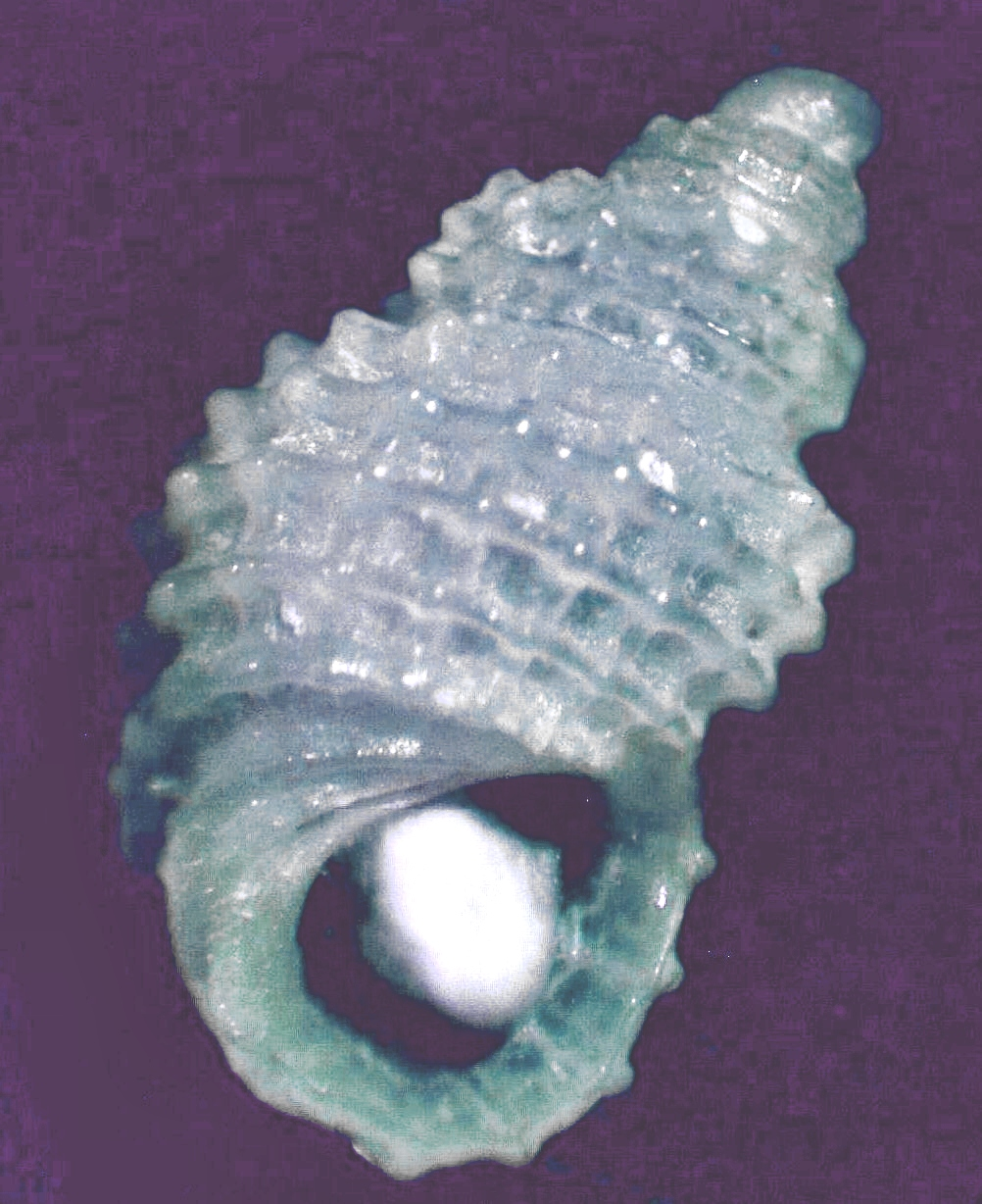

## Dottertaxa tillAlvania, i alfabetisk ordning[1][2]
- Alvania aberrans
- Alvania abyssicola
- Alvania acuticostata
- Alvania aequisculpta
- Alvania alaskana
- Alvania albolirata
- Alvania almo
- Alvania apicina
- Alvania areolata
- Alvania auberiana
- Alvania aurivilli
- Alvania bakeri
- Alvania bartolomensis
- Alvania beani
- Alvania beanii
- Alvania brychia
- Alvania burrardensis
- Alvania campta
- Alvania cancellata
- Alvania canonica
- Alvania carinata
- Alvania carpenteri
- Alvania castanella
- Alvania chiriquiensis
- Alvania cimicoides
- Alvania compacta
- Alvania contrerasi
- Alvania cosmia
- Alvania dalli
- Alvania dinora
- Alvania electrina
- Alvania exarata
- Alvania filosa
- Alvania gallegosi
- Alvania globula
- Alvania gradata
- Alvania harpa
- Alvania herrerae
- Alvania jeffreysi
- Alvania karlini
- Alvania keenae
- Alvania kyskaensis
- Alvania lactea
- Alvania lampra
- Alvania latior
- Alvania leptalea
- Alvania lucasana
- Alvania microglypta
- Alvania moerchi
- Alvania monserratensis
- Alvania montereyensis
- Alvania multilineata
- Alvania nigriscens
- Alvania oldroydae
- Alvania pedroana
- Alvania precipitata
- Alvania pseudoareolata
- Alvania pseudosyngenes
- Alvania punctura
- Alvania purpurea
- Alvania rosana
- Alvania sandersoni
- Alvania sanjuanensis
- Alvania semistriata
- Alvania subsoluta
- Alvania testae
- Alvania trachisma
- Alvania tumida
- Alvania turgida
- Alvania wyvillethomosoni
- Alvania xanthias
- Alvania zetlandica